# Anelli di Liesegang (geologia)

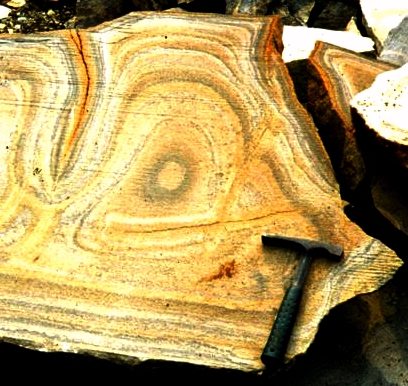
Anelli di Liesegang osservati in una sezione di arenaria.

In geologia gli anelli di Liesegang sono bande colorate di legante naturale (cemento) osservate nelle rocce sedimentarie. Queste strutture sedimentarie secondarie (diagenetiche) mostrano bande autigenetiche di minerali, che sono disposte in un modello di ripetizione regolare e si distinguono da altre strutture sedimentarie dal loro aspetto concentrico ad anello.